# Chùa Khải Đoan
Chùa sắc tứ Khải Đoan (敕賜啓端寺,Sắc tứ Khải Đoan tự), là ngôi chùa lớn nhất thành phố Buôn Ma Thuột và cả tỉnh Đắk Lắk, nằm ở phường Thống Nhất. Đây cũng là ngôi chùa lần đầu tiên được xây dựng ở Cao Nguyên. Tên gọi Khải Đoan là ghép từ tên vua Khải Định và vợ ông là Đoan Huy hoàng hậu.

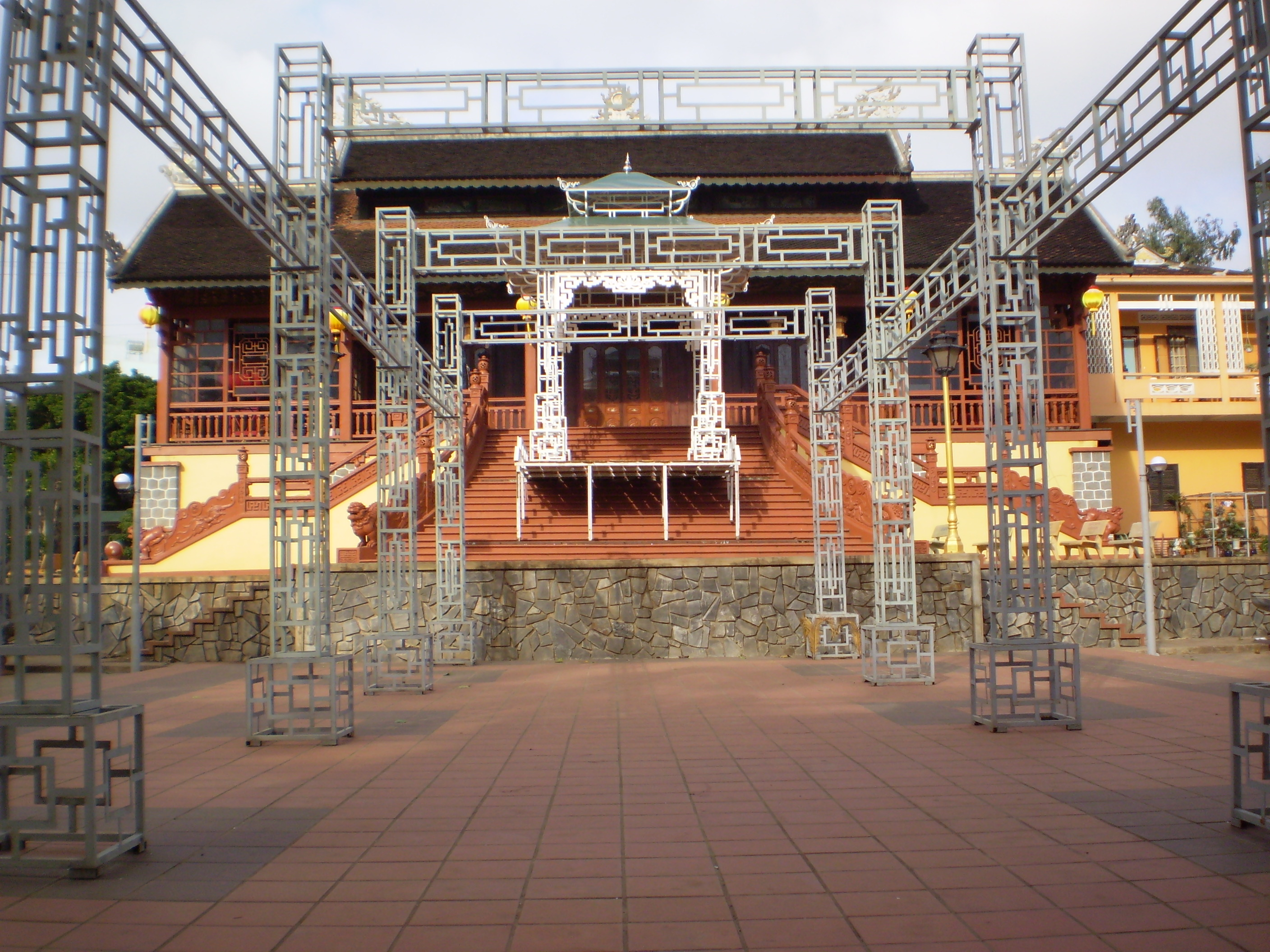
Chùa sắc tứ Khải Đoan trước năm 2012

## Lịch sử[1]
Chùa Khải Đoan bắt đầu được xây dựng từ năm 1951, với 2 phần Hậu Tổ và nhà Giảng, còn Chánh điện thì đến 1953 mới khởi công. Căn cứ vào các văn bản còn lưu giữ thì công lao lớn nhất đóng góp xây dựng chùa thuộc về Đoan Huy Hoàng thái hậu (Vợ vua Khải Định) và sau đó là sự góp sức của bà con Phật tử. Đây cũng là ngôi chùa cuối cùng tại Việt Nam được phong (sắc tứ) của chế độ phong kiến.
Bấy giờ, Hòa Thượng Thích Trí Thủ, Trị Sự Trưởng Tổng Hội Phật Giáo trung phần tiếp nhận và công cử Hòa Thượng Thích Đức Thiệu thay mặt Tổng Hội trông coi xây dựng. Về phía Hoàng triều, bà Từ Cung đặt cử thứ phi Mộng Điệp theo dõi việc tôn tạo.

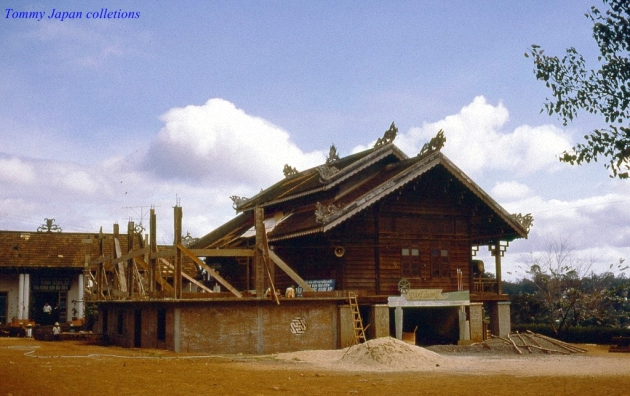
Chánh Điện của Chùa được mở rộng về phía sau vào năm 1969

Kinh phí xây dựng ban đầu do bà Từ Cung hỷ cúng, thêm vào đó là công đức của bá tánh thập phương. Năm 1953, nhân ngày lễ an vị lạc thành nhà hậu tổ, chùa được sắc phong là "SẮC TỨ KHẢI ĐOAN" – đời vua Bảo Đại. Khải Đoan là 2 chữ  đầu của vua Khải Định và Đoan Huy Hoàng Thái Hậu, mang ý nghĩa ghi nhận công đức người sáng lập ngôi chùa này.
Xuyên suốt nửa thế kỷ, Khải Đoan kế tục 7 đời trụ trì: trụ trì đầu tiên ngài Thích Đức Thiệu, kế tiếp đời trụ trì có các ngài Thích Từ Mãn, Thích Thiện Nhơn, Thích Viên Đức, Thích Quãng Hương, Thích Quang Huy. Đương kim trụ trì đời thứ 7 là Thượng Tọa Thích Châu Quang, trưởng tử của Hòa Thượng Thích Đức Thiệu.

## Kiến trúc[1]
Toàn bộ ngôi chùa gồm cổng chính (Cổng Tam Quan) hướng về phía Tây Nam, Chánh Điện, Điện Quan Âm, Nhà Hậu Tổ, Công Đức Tạng
- Cổng Tam Quan gồm hai tầng với ba vòm cửa cao 7 m, rộng 10,5 m. Công trình kiến trúc thực sự mang đậm sắc thái nghệ thuật kiến trúc kinh thành, cao, rộng, sâu. Phía dưới có 3 cổng ra vào, phía trên có 3 lầu vọng nguyệt, tựa như cổng ngỏ của của các vương phủ.
- Điện Quan Âm (Hay Quan Âm Các) xây dựng năm 1972, do sự đóng góp của các Phật tử, đây là công trình kiến trúc độc đáo, là sản phẩm nghệ thuật do các thợ Huế xây dựng. Điện được xây tách biệt với Chánh Điện và có hình lục giác với sáu cây cột trang trí hình rồng, mây. Phần đế Điện nằm giữa một hồ nước được dùng để nuôi cá, rùa và cây hoa súngBên hông Chánh Điện (Mới) Chùa Khải Đoan

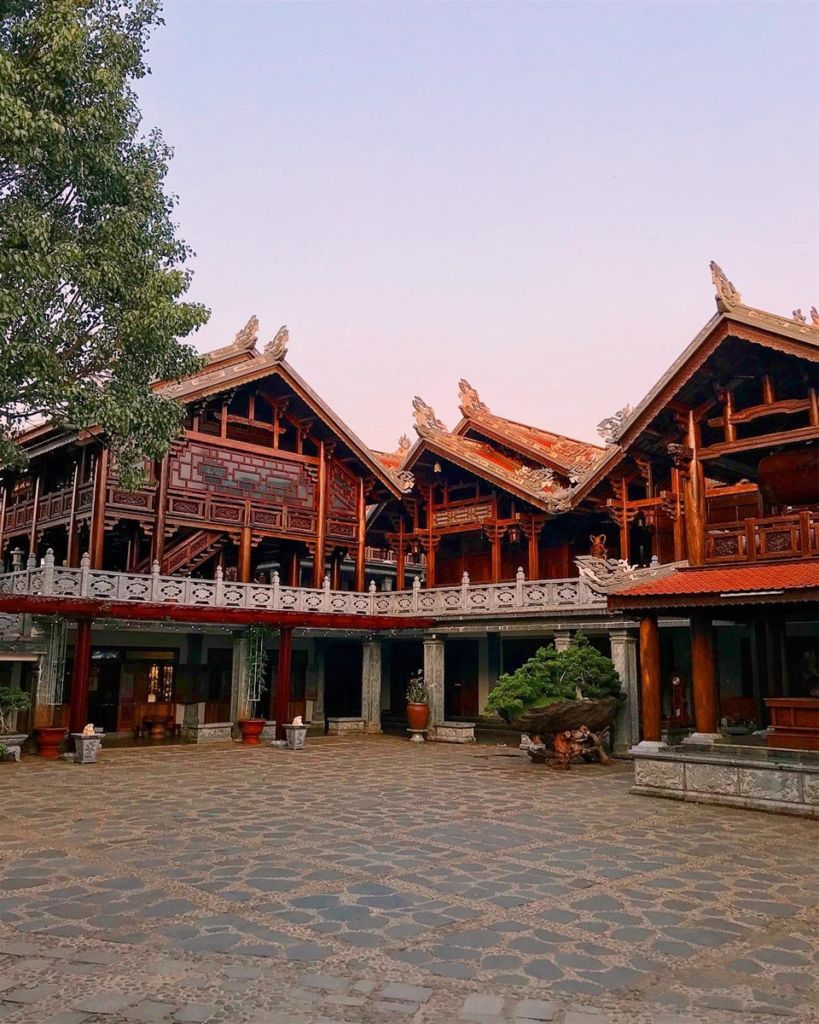
Bên hông Chánh Điện (Mới) Chùa Khải Đoan

- Chánh Điện là công trình chính của chùa với mặt bằng 320m2 được chia làm hai phần. Nửa phần trước mang dáng dấp nhà dài Tây Nguyên nhưng cấu trúc cột kèo theo kiểu nhà rường Huế. Nửa sau được xây theo lối hiện đại. Đáng chú ý nhất trong chánh điện là tượng Phật Thích Ca ở giữa và chiếc chuông đồng đặt ở gian bên phải. Tượng Phật Thích Ca bằng đồng cao 1,1m, đài sen bằng gỗ cao 0,35m được trang trí công phu, chiếc chuông đồng cao 1,15m, chu vi đáy 2,7m, nặng 380Kg được đúc tháng 01.1954 (tức tháng Chạp năm Quý Tỵ). Khoảng năm 2012-2016, Chùa trải qua đợt đại trùng tu, Chánh Điện đã được xây mới chủ yếu bằng đá Granit và gỗ lim quý nhưng vẫn giữ nguyên lối kiến trúc kết hợp giữa Cung đình Huế và nhà dài Tây Nguyên.
- Công Đức Tạng tôn tạo năm 1993, lưu niệm công đức tiền bối  qua các thời kỳ, từ sơ khời xây dựng cho đến đời thứ 6 trụ trì Chùa Khải Đoan. Nơi đây cũng là nơi an trí nhục thân cố Hòa Thượng Thích Quang Huy, nguyên Ủy viên Hội đồng Trị sự Giáo hội Phật giáo Việt Nam, trụ trì Chùa Sắc Tứ Khải Đoan (1963-1993).

## Một vài hình ảnh về chùa Khải Đoan

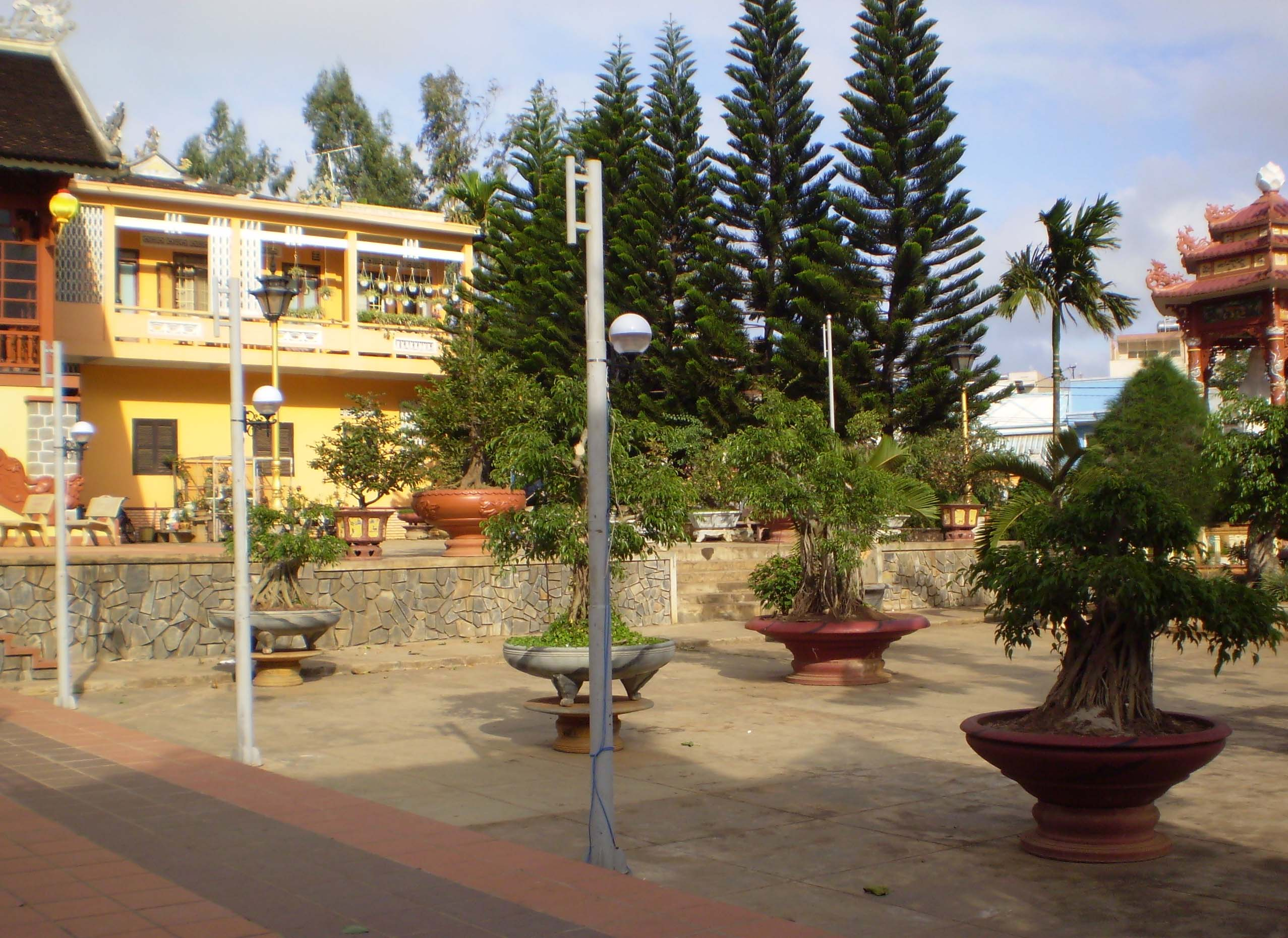
Phía tay phải từ cổng chùa
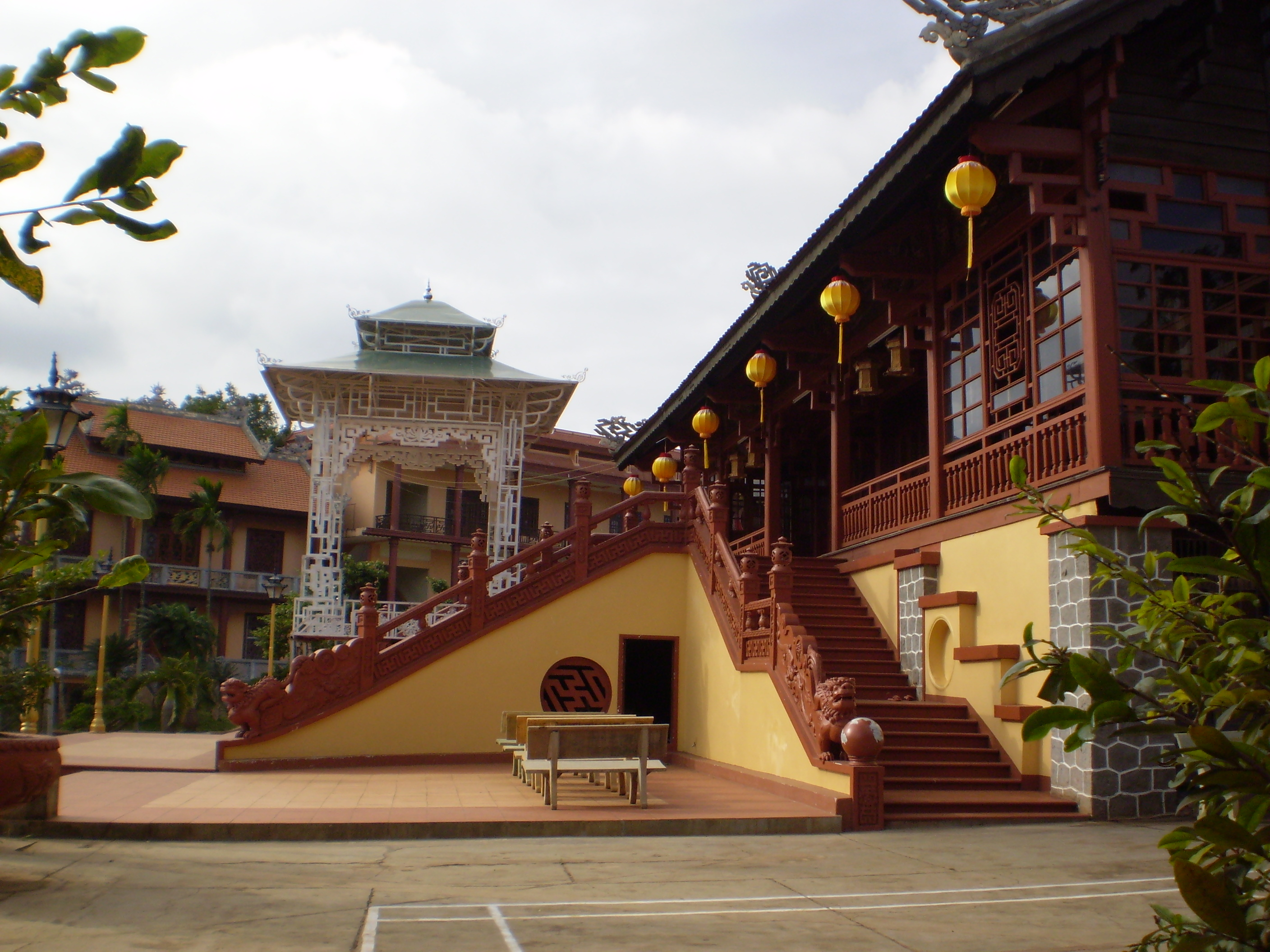
Từ sân nhìn từ cánh phải lên điện chính
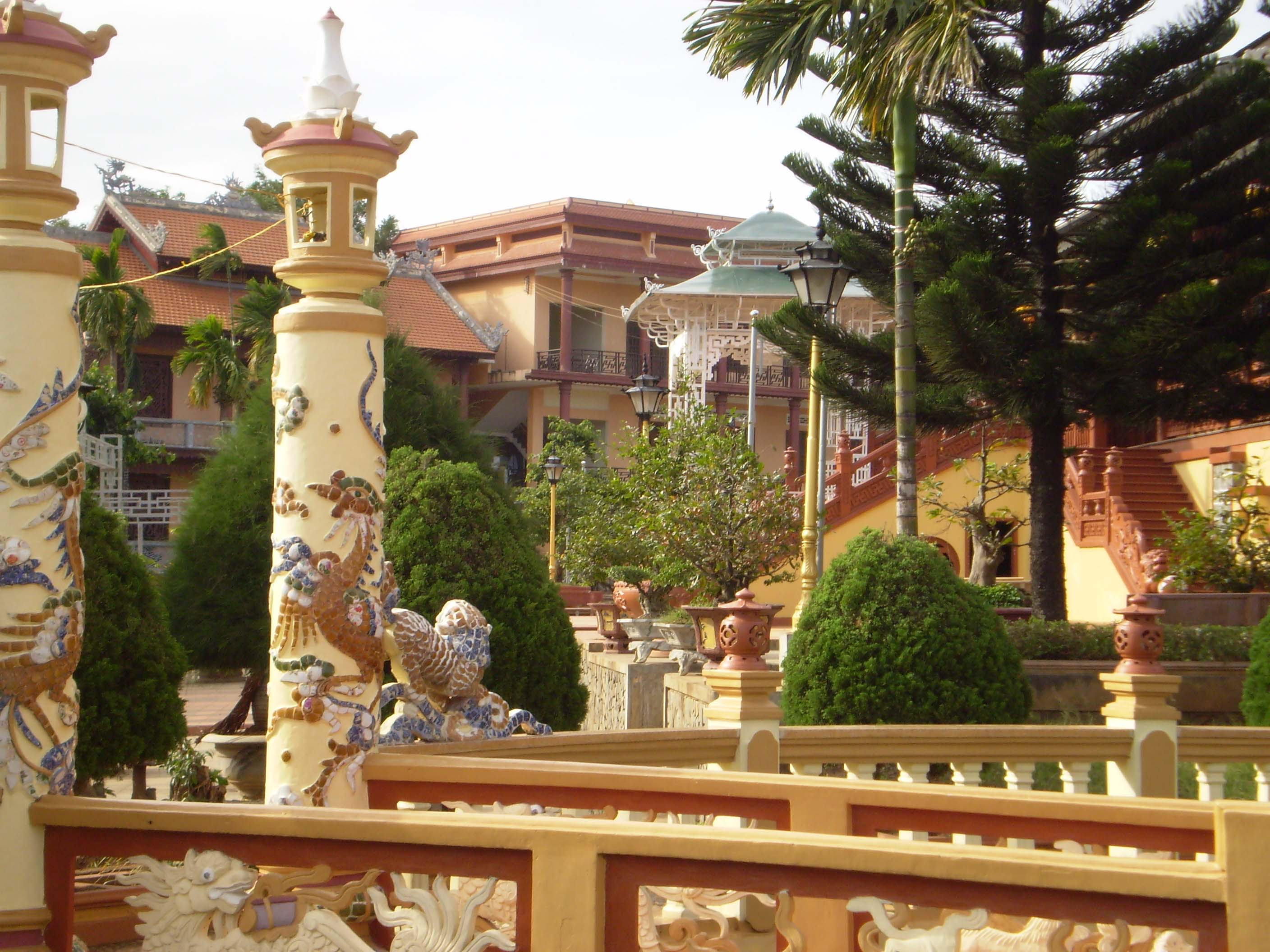
Nhìn từ điện Quan Âm sang điện chính
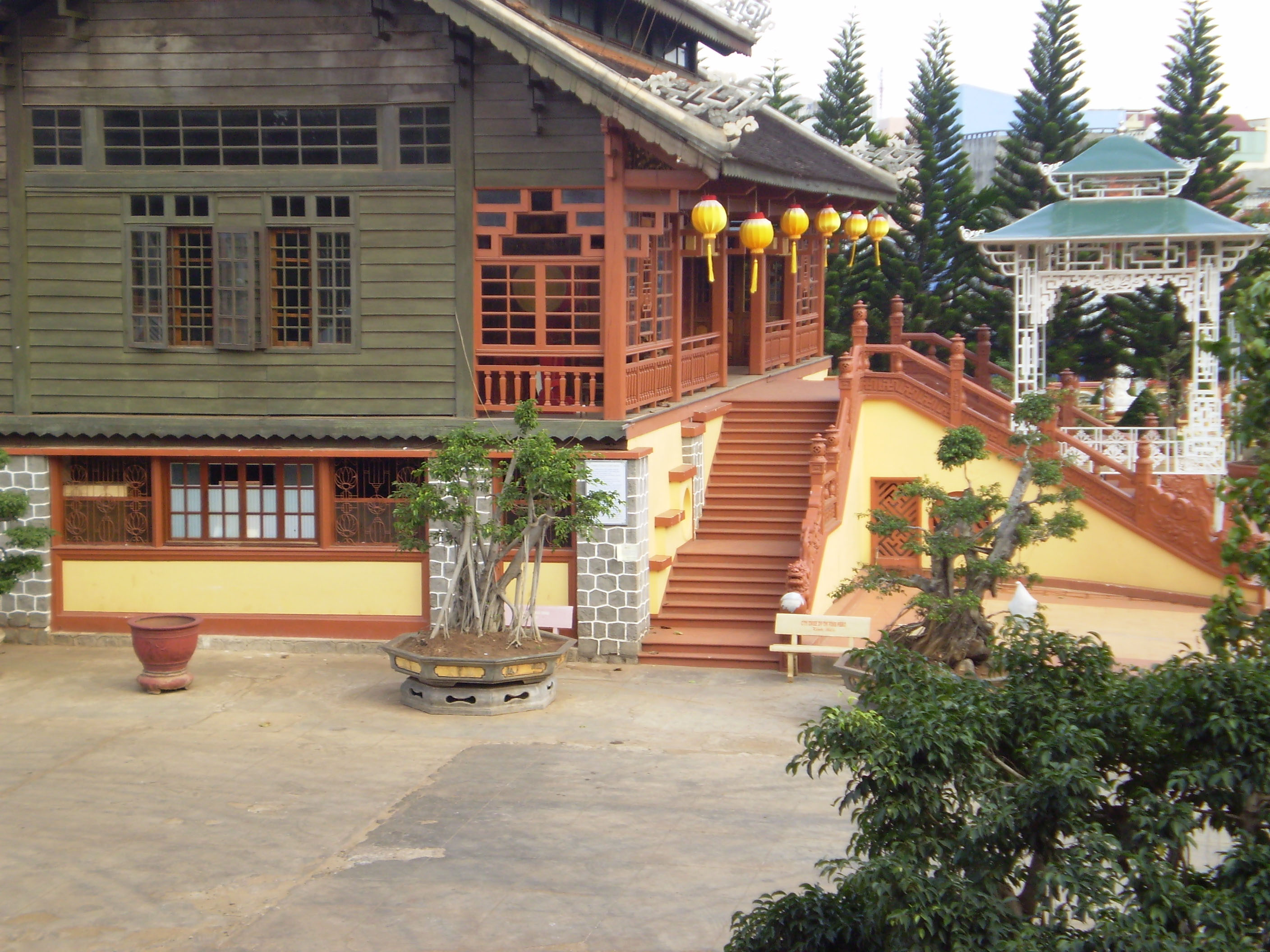
Phía cánh trái nhìn sang điện chính